# ۲۳۶ (پیش از میلاد)
۲۳۶ (پیش از میلاد) ۲۳۶مین سال قبل از تقویم میلادی است.